# TV Cultura Paulista
TV Cultura Paulista é uma emissora de televisão brasileira sediada em Araraquara, no estado de São Paulo. Opera no canal 7 (19 UHF digital), e é afiliada à TV Cultura. De cunho educativo, pertence à Fundação Marischen.

## História
A TV Ara entrou no ar no dia 22 de agosto, no aniversário de Araraquara, em 2005. Retransmitindo a programação da Rede STV (renomeada para SescTV em 2006), era possível sintonizar a emissora através do canal 31 UHF. Após a criação de sua grade própria de programas, que contava com telejornais, programas esportivos e de variedades, a TV Ara obteve grande aceitação por parte dos telespectadores, tanto na cidade de Araraquara, quanto em sua microrregião, se tornando um dos canais de televisão favoritos no centro do estado.
Com foco no jornalismo, transmitiu em 2012 as eleições municipais da microrregião de Araraquara em tempo real, inovando de maneira ágil na apuração dos fatos e transmissão das notícias.
Em 6 de Outubro de 2014 a TV Ara se torna TV Cultura Paulista, tendo em sua grade programas próprios, bem como os da TV Cultura de São Paulo. Atualmente, conta com diversos programas locais[carece de fontes?]. É possível assistir a TV Cultura Paulista pelo canal aberto 31 (UHF), 19 (7.1) no canal aberto digital (UHF) e através dos canais pagos 12 (NET Araraquara) e 18 (NET São Carlos).[carece de fontes?]